# Listă de filme din Universul Cinematografic Marvel

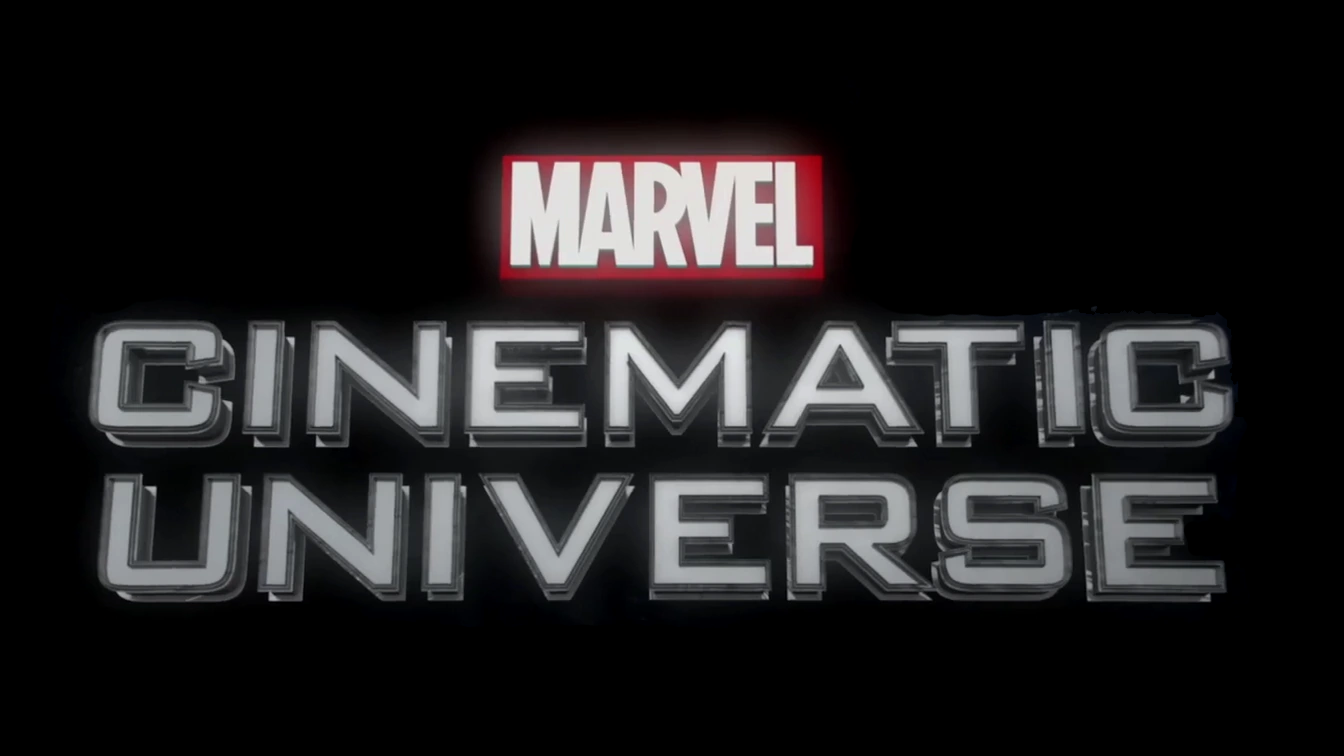
Intertitlu MCU din Marvel Studios: Assembling a Universe (2014)

Filmele Marvel Cinematic Universe (MCU) sunt o serie de lungmetraje americane cu supereroi produse de Marvel Studios, bazate pe personaje care apar în publicațiile Marvel Comics. MCU este universul comun încapsulează toate filmele. Filmele sunt în producție din 2007, iar în acest timp Marvel Studios a produs și lansat 32 de filme, cu cel puțin alte 11 filme aflate în diferite stadii de dezvoltare. Este franciza cinematografică cu cele mai mari încasări din toate timpurile, având încasări de peste 29,5 miliarde de dolari în box office-ul global. Această cifră include Răzbunătorii: Sfârșitul jocului, care a devenit filmul cu cele mai mari încasări din toate timpurile la momentul lansării sale.
Studiourile Marvel își lansează filmele în grupuri numite „faze”. Primul film lansat este Iron Man (2008), distribuit de Paramount Pictures. Paramount a distribuit, de asemenea, Iron Man 2 (2010), Thor (2011) și Căpitanul America: Primul Răzbunător (2011), în timp ce Universal Pictures a distribuit Incredibilul Hulk (2008). Walt Disney Studios Motion Pictures a început să distribuie seria cu filmul crossover Răzbunătorii (2012), care a încheiat Faza 1. Faza a doua cuprinde Iron Man 3 (2013), Thor: Întunericul (2013), Căpitanul America: Războinicul iernii (2014), Gardienii galaxiei (2014), Răzbunătorii: Sub semnul lui Ultron (2015), și Omul furnică (2015).
Căpitanul America: Război civil (2016) este primul film din Faza a treia, fiind urmat de Doctor Strange (2016), Gardienii Galaxiei Vol. 2 (2017), Omul-Păianjen: Întoarcerea acasă (2017), Thor: Ragnarok (2017), Pantera neagră (2018), Răzbunătorii: Războiul Infinitului (2018), Omul furnică și Viespea (2018), Captain Marvel (2019), Răzbunătorii: Sfârșitul jocului (2019) și Omul-Păianjen: Departe de casă (2019). Primele trei Faze sunt cunoscute colectiv sub numele de „Saga Infinitului”. Filmele Spider-Man sunt deținute, finanțate și distribuite de Sony Pictures.
Grupul de filme din faza a patra a început cu Black Widow (2021), fiind urmat de Shang-Chi and the Legend of the Ten Rings (2021), Eternii (2021), Omul-Păianjen: Niciun drum spre casă (2021), Doctor Strange în Multiversul Nebuniei (2022), Thor: Dragoste și tunet (2022) și Black Panther: Wakanda Forever (2022). Faza a cuprins aceste filme, precum și opt seriale de televiziune și două seriale speciale pentru serviciul de streaming Disney+.
Faza a cincea începe cu Ant-Man and the Wasp: Quantumania (2023), urmat de Gardienii Galaxiei Vol. 3 (2023), The Marvels (2023), Captain America: Brave New World (2024), Thunderbolts (2024) și Blade (2024). Această fază va include, de asemenea, un total de șapte sezoane de seriale de televiziune pentru Disney+. Faza a șasea va include Deadpool 3 (2024), Fantastic Four (2025), Avengers: Dinastia Kang (2025), și Avengers: Războaiele secrete (2026). Fazele a patra, a cincea și a șasea sunt cunoscute colectiv sub numele de „Saga Multiversului”.

## Filme

### Saga Infinitului

#### Faza 1
| Film                               | Data lansării în SUA | Regizor         | Scenarist                                              | Producător                              |
| ---------------------------------- | -------------------- | --------------- | ------------------------------------------------------ | --------------------------------------- |
| Iron Man                           | 2 mai 2008           | Jon Favreau     | Mark Fergus & Hawk Ostby și Art Marcum & Matt Holloway | Avi Arad și Kevin Feige                 |
| The Incredible Hulk                | 13 iunie 2008        | Louis Leterrier | Zak Penn                                               | Avi Arad, Gale Anne Hurd și Kevin Feige |
| Iron Man 2                         | 7 mai 2010           | Jon Favreau     | Justin Theroux                                         | Kevin Feige                             |
| Thor                               | 6 mai 2011           | Kenneth Branagh | Ashley Edward Miller & Zack Stentz și Don Payne        | Kevin Feige                             |
| Captain America: The First Avenger | 22 iulie 2011        | Joe Johnston    | Christopher Markus & Stephen McFeely                   | Kevin Feige                             |
| The Avengers                       | 4 mai 2012           | Joss Whedon     | Joss Whedon                                            | Kevin Feige                             |

#### Faza 2
| Film                                | Data lansării în SUA | Regizor              | Scenarist                                                   | Producător  |
| ----------------------------------- | -------------------- | -------------------- | ----------------------------------------------------------- | ----------- |
| Iron Man 3                          | 3 mai 2013           | Shane Black          | Drew Pearce și Shane Black                                  | Kevin Feige |
| Thor: The Dark World                | 8 noiembrie 2013     | Alan Taylor          | Christopher L. Yost și Christopher Markus & Stephen McFeely | Kevin Feige |
| Captain America: The Winter Soldier | 4 aprilie 2014       | Anthony și Joe Russo | Christopher Markus & Stephen McFeely                        | Kevin Feige |
| Guardians of the Galaxy             | 1 august 2014        | James Gunn           | James Gunn și Nicole Perlman                                | Kevin Feige |
| Avengers: Age of Ultron             | 1 mai 2015           | Joss Whedon          | Joss Whedon                                                 | Kevin Feige |
| Omul furnică                        | 17 iulie 2015        | Peyton Reed          | Edgar Wright & Joe Cornish și Adam McKay & Paul Rudd        | Kevin Feige |

#### Faza 3
| Film                           | Data lansării în SUA | Regizor                 | Scenarist                                                                                               | Producător                       |
| ------------------------------ | -------------------- | ----------------------- | --- | -------------------------------- |
| Captain America: Civil War     | 6 mai 2016           | Anthony și Joe Russo    | Christopher Markus și Stephen McFeely                                                                   | Kevin Feige                      |
| Doctor Strange                 | 4 noiembrie 2016     | Scott Derrickson        | Jon Spaihts și Scott Derrickson & C. Robert Cargill                                                     | Kevin Feige                      |
| Guardians of the Galaxy Vol. 2 | 5 mai 2017           | James Gunn              | James Gunn                                                                                              | Kevin Feige                      |
| Spider-Man: Homecoming         | 7 iulie 2017         | Jon Watts               | Jonathan Goldstein & John Francis Daley și Jon Watts & Christopher Ford și Chris McKenna & Erik Sommers | Kevin Feige și Amy Pascal        |
| Thor: Ragnarok                 | 3 noiembrie 2017     | Taika Waititi           | Eric Pearson și Craig Kyle & Christopher L. Yost                                                        | Kevin Feige                      |
| Black Panther                  | 16 februarie 2018    | Ryan Coogler            | Ryan Coogler & Joe Robert Cole                                                                          | Kevin Feige                      |
| Avengers: Infinity War         | 27 aprilie 2018      | Anthony și Joe Russo    | Christopher Markus & Stephen McFeely                                                                    | Kevin Feige                      |
| Omul furnică și Viespea        | 6 iulie 2018         | Peyton Reed             | Chris McKenna & Erik Sommers și Paul Rudd & Andrew Barrer & Gabriel Ferrari                             | Kevin Feige și Stephen Broussard |
| Captain Marvel                 | 8 martie 2019        | Anna Boden & Ryan Fleck | Anna Boden & Ryan Fleck & Geneva Robertson-Dworet                                                       | Kevin Feige                      |
| Avengers: Endgame              | 26 aprilie 2019      | Anthony și Joe Russo    | Christopher Markus & Stephen McFeely                                                                    | Kevin Feige                      |
| Spider-Man: Far From Home      | 2 iulie 2019         | Jon Watts               | Chris McKenna & Erik Sommers                                                                            | Kevin Feige și Amy Pascal        |

### Saga Multiversului

#### Faza 4
| Film                                        | Data lansării în SUA | Regizor               | Scenarist                                               | Producător                       |
| ------------------------------------------- | -------------------- | --------------------- | ------------------------------------------------------- | -------------------------------- |
| Black Widow                                 | 9 iulie 2021         | Cate Shortland        | Eric Pearson                                            | Kevin Feige                      |
| Shang-Chi and the Legend of the Ten Rings   | 3 septembrie 2021    | Destin Daniel Cretton | Dave Callaham & Destin Daniel Cretton & Andrew Lanham   | Kevin Feige și Jonathan Schwartz |
| Eternals                                    | 5 noiembrie 2021     | Chloé Zhao            | Chloé Zhao & Patrick Burleigh și Ryan Firpo & Kaz Firpo | Kevin Feige și Nate Moore        |
| Spider-Man: No Way Home                     | 17 decembrie 2021    | Jon Watts             | Chris McKenna & Erik Sommers                            | Kevin Feige și Amy Pascal        |
| Doctor Strange in the Multiverse of Madness | 6 mai 2022           | Sam Raimi             | Michael Waldron                                         | Kevin Feige                      |
| Thor: Love and Thunder                      | 8 iulie 2022         | Taika Waititi         | Taika Waititi & Jennifer Kaytin Robinson                | Kevin Feige și Brad Winderbaum   |
| Black Panther: Wakanda Forever              | 11 noiembrie 2022    | Ryan Coogler          | Ryan Coogler & Joe Robert Cole                          | Kevin Feige și Nate Moore        |

#### Faza 5
| Film                                 | Data lansării în SUA | Regizor       | Scenarist                                                           | Producător                                                      |
| ------------------------------------ | -------------------- | ------------- | ------------------------------------------------------------------- | --------------------------------------------------------------- |
| Omul furnică și Viespea: Quantumania | 17 februarie 2023    | Peyton Reed   | Jeff Loveness                                                       | Kevin Feige și Stephen Broussard                                |
| Guardians of the Galaxy Vol. 3       | 5 mai 2023           | James Gunn    | James Gunn                                                          | Kevin Feige                                                     |
| The Marvels                          | 10 noiembrie 2023    | Nia DaCosta   | Nia DaCosta and Megan McDonnell și Elissa Karasik                   | Kevin Feige                                                     |
| Deadpool & Wolverine                 | 26 iulie 2024        | Shawn Levy    | Ryan Reynolds & Rhett Reese & Paul Wernick & Zeb Wells & Shawn Levy | Kevin Feige, Lauren Shuler Donner, Ryan Reynolds, și Shawn Levy |
| Captain America: Curajoasa lume nouă | 14 februarie 2025    | Julius Onah   | Malcolm Spellman & Dalan Musson și Matthew Orton                    | Kevin Feige și Nate Moore                                       |
| Thunderbolts*                        | 5 mai 2025           | Jake Schreier | Eric Pearson and Lee Sung Jin și Joanna Calo                        | Kevin Feige                                                     |